# 支那渡航婦女の取扱に関する件
支那渡航婦女の取扱に関する件とは、1938年2月23日、内務省警保局長が各庁府県長官に宛てた通達。内務省発警第5号。原文は「支那渡航婦女ノ取扱ニ関スル件」と表記。
警保局警務課（課長町村金五）が1938年2月18日付けで起案し、富田健治警保局長、羽生雅則内務次官、末次信正内務大臣の決裁を受けて、2月23日付で各地方長官に通達された。外事課と防犯課も連帯している。また1938年11月4日には内務省警保局「支那渡航婦女に関する件伺」が起案され、11月8日に施行された。
この通達では7号の命が記され、中国に渡航させる慰安婦を満21歳以上の内地で商売する現役の娼婦に限定し、外務省が身分証明書を発行するとした。証明書発行の際には、人身売買や誘拐でないか調査し、募集に際して軍の諒解・連絡ある言辞を厳重に取り締まることを命じている。
この内務省警保局長通牒を受けて、1938年3月4日には、陸軍省兵務局兵務課が起案した『軍慰安所従業婦等募集に関する件』(陸支密第745号)が通達された。

## 原文
原文は政府調査を参照。　　※下記の平仮名は原文では片仮名で記載。旧字体は新字体に直す

### 現代文
支那事変の後、支那各地の秩序回復に伴い渡航者が著しく増えているが、これらのなかには同地における料理店、飲食店、カフェ−、または貸座敷類似の営業者と連携を有しこれらの営業に従事することを目的とする婦女子が少なくない。さらに内地においてはこれら婦女募集の周旋を為す者にして恰も軍当局の諒解あるかの如き言辞を弄する者も頻出しつつある状況に在り。
婦女の渡航は現地における実情に鑑みるときは蓋し必要已むを得ざるものあり。警察当局においても特殊の考慮を払ひ実情に即する措置を講ずるの要ありと認めらるるも、これら婦女の募集周旋等の取締にして適正を欠かんか帝国の威信を毀け皇軍の名誉を害ふのみに止まらず、銃後国民特に出征兵土遺家族に好ましからざる影響を与ふると共に婦女売買に関する国際条約の趣旨にも悖ること無きを保し難きを以て、現地の事情その他を考慮し以下各号に準拠することとする。
1. 海外の売春目的の婦女の渡航の条件は、現在内地で娼婦をしている満21歳以上で、性病や伝染病の無い者で、華北・華中に向かう者のみに当分の間黙認することとして、外務省の身分証明を発行する。
2. 身分証明を発行するときに、始めに契約した年季明けや、営業の必要が無くなったときには、すぐに帰国するように諭すこと。
3. 婦女本人が、警察に出頭して身分証明書の申請をすること。
4. 承認者として、同一戸籍内の最近尊属親、それがない場合は戸主、それもないときはそれが明かであること。
5. 身分証明書の発行前に、娼婦営業についての契約などを調査し、婦女売買や略取誘拐などがないよう特に注意すること。
6. 婦女の募集周旋について、軍との了解や連絡があるなどのことを言う者は、厳重に取り締まること。
7. そのために、広告宣伝や虚偽もしくは誇大な話をする者は厳重に取り締まり、また募集周旋にあたる者がそれをしているときには、国内の正規の認可業者か、在外公館などの認可業者かを調査し、その証明書のない者は活動を認めないこと。

## 経緯
「支那渡航婦女の取扱に関する件」が通達されるまでの経緯は以下の通り。
- 1937(昭和12)年8月31日付外務次官通牒「不良分子ノ渡支ニ関スル件」[2]
- 1937年9月29日、陸達第48号「野戦酒保規程改正」では「必要ナル慰安施設ヲナスコトヲ得」とある[2]。
- 1938年1月19日付群馬県知事発内務大臣・陸軍大臣宛「上海派遣軍内陸軍慰安所ニ於ケル酌婦募集ニ関スル件」 と同年1月25日付高知県知事発内務大臣宛「支那渡航婦女募集取締ニ関スル件」、同日付山形県知事発内務大臣・陸軍大臣宛「北支派遣軍慰安酌婦募集ニ関スル件」[2]などでは、警察から「皇軍ノ威信ヲ失墜スルコト甚タシキモノ」とされた神戸の貸座敷業者大内の言葉として、上海での戦闘も一段落ついて駐屯の体制となったため、将兵が現地での中国人売春婦と遊んで性病が蔓延しつつあるので3000人を募集したとある[2]。業者大内によれば、契約は二年、前借金は500円から1000円まで、年齢は16歳から30歳迄とあった[2]。永井和は「大内の活動は当時の感覚からはとりたてて違法あるいは非道とは言い難い。まして、これを「強制連行」や「強制徴集」とみなすのはかなりの無理がある」と述べている[2]。
- 1938年2月7日付和歌山県知事発内務省警保局長宛「時局利用婦女誘拐被疑事件ニ関スル件」。1938年1月6日、和歌山田辺で、支那で慰安婦に就職しないかと勧誘した挙動不審の男らが誘拐容疑で逮捕された。男らは軍の命令で募集していると称していた[2]。
- 1938年2月14日付茨城県知事発内務大臣・陸軍大臣宛「上海派遣軍内陸軍慰安所ニ於ケル酌婦募集ニ関スル件」 、翌日の2月15日には宮城県知事発内務大臣宛で同名の通達が出された[2]
- 1938年2月18日付で、内務省警保局長通牒案「支那渡航婦女ノ取扱ニ関スル件」(内務省発警第5号)が出され、1938年2月23日に通達された。

## 解釈
中央大学の吉見義明は、この文書の中で「軍の諒解や連絡があると公然という業者は取り締まる」と書いている事から、軍の要求があるから渡航は認めるが「軍が慰安婦を集めている事は隠せ」と命令したものであり、「主役である軍の姿をみえなくした」のだと書いている。またこの通牒は、朝鮮や台湾では出される事がなく、「日本内地に限定されていた」という。
京都橘大学の永井和は「現地ニ於ケル実情」に鑑みて「醜業ヲ目的トスル婦女ノ渡航」を「必要已ムヲ得ザルモノ」として認めたこの内務省警保局通達は、それまでの警察の方針を放擲して慰安婦の募集と渡航を容認し合法化する措置を警察がとったことを示す。「現地ニ於ケル実情」とは、陸軍の慰安所設置をさしている。また1月25日の高知県警察令のような取締防止措置をキャンセルし、軍の慰安所政策への全面的協力を各府県に命じる措置であった。また、1937年8月31日の外務次官通牒「不良分子ノ渡支ニ関スル件」の制限方針を緩和する措置でもあった。

## 慰安婦問題への影響
2017年7月、韓国の光州放送が日本軍が女性を誘拐して慰安婦として送り込んでいたという内容が記されている日本政府の内部公式文書として報道じられ、誘拐の対象とされたのは在日朝鮮人の女性であり、女性を誘拐して慰安婦に送り込んでいた事実が日本公式文書を通じて確認されたとしている。